# Santa Isabel (Porto Rico)
Santa Isabel è una città di Porto Rico situata sulla costa meridionale dell'isola. L'area comunale confina a nord con Coamo, a est con Salinas e a ovest con Juana Díaz. È bagnata a sud dalle acque del Mar dei Caraibi. Il comune, che fu fondato nel 1842, oggi conta una popolazione di quasi 20 000 abitanti ed è suddiviso in 8 circoscrizioni (barrios).